# Ulrich von Hutten
Pour les articles homonymes, voir Von Hutten.
Œuvres principales
- Ars versificatoria (1511)
- Epistolæ obscurórum virórum (1514)
- Phalarismus (1517)
- Vadiscus (1520)

Ulrich von Hutten, « ex Buchonia » (né le 21 avril 1488 au château de Steckelberg (en) à Schlüchtern en Hesse ; † le 29 août 1523 près de Zurich), chevalier d'Empire, fut un humaniste et un des grands propagandistes de la Réforme dans le Saint Empire. Il est également, comme Martin Luther et Conrad Celtis, une figure du premier nationalisme allemand.

## Biographie

### Jeunesse
Il naît au sein d'une pauvre mais distinguée famille de chevaliers. Il est le fils d'Ulrich von Hutten-Gronau (1458-1522) de Steckelberg et d'Ottilie von Eberstein (de) († 1523) de Brandenstein. En tant qu'aîné, l'héritage aurait dû lui revenir mais son père le jugeant trop frêle et maladif, préfère le destiner à une vie ecclésiastique. Ainsi, il est envoyé au monastère de Fulda en 1499, où l'âge venu il devait devenir moine. Si ce monastère était réputé pour son éducation et si Ulrich y démontre d'indiscutables dons intellectuels, il déteste la vie monastique et éprouvera tout au long de sa vie une rancœur tenace envers son père autoritaire. Avec l'aide d'un ami, Johann Jäger (de) de Dornheim, il s'évade du monastère en 1505. On le retrouve à l'été 1506 étudiant avec ce même Jäger à l’université d'Erfurt, où il se lie également d'amitié avec le talentueux poète Eoban Hesse. L'hiver suivant, il s'inscrit à l'université Viadrina de Francfort-sur-l'Oder, puis fréquente l'université de Leipzig. À l'âge de 20 ans, il contracte une syphilis à laquelle il consacre un court traité relatant son expérience de malade et le répit apporté par l'usage du bois de gaïac en 1518.

### Premiers écrits
Au printemps 1509, à Greifswald, alors qu'il se retrouve sans argent, le bourgmestre Lötz et son fils, un chanoine, le prennent en charge. Mais pour une raison mystérieuse, l'amitié tourne à la haine en moins d'un trimestre, au point qu'ils renvoient Hutten au beau milieu d'un hiver rigoureux, le dépouillant jusqu'à sa chemise. À Rostock, Hutten rédige alors sa première œuvre significative, un recueil de Complaintes en deux volumes contre les Lötz.
En 1511, il compose à Wittenberg un Art poétique (Ars versificatoria), qui est promptement adopté dans les universités, avant d'être interdit par l'Église, qui ne tolère pas la satire qui lui est faite. Hutten voyage ensuite à Vienne puis en Italie. En 1512, il s'arrête à Venise et Pavie, puis à Bologne. Là, il s'inscrit à des cours de droit afin, par ce choix de profession, de se réconcilier avec son père ; mais la guerre et la misère mettent un terme à cette nouvelle tentative. Il souffre d'ailleurs d'une infection du pied.

### Retour en Allemagne
Il repart pour l'Allemagne en 1514. Sur recommandation d'Eitelwolf von Stein (de), il entrevoit la possibilité d'entrer au service du nouvel archevêque de Magdebourg et de Mayence, Albert de Brandebourg, mais la mort de son bienfaiteur réduit à nouveau ses espoirs à néant. Dans ces conditions d'extrême dénuement, il parvient pourtant à rédiger la deuxième partie de sa célébrissime parodie en faveur de l'étude des langues anciennes et notamment de Johannes Reuchlin, les Lettres des hommes obscurs (Epistolæ obscurórum virórum). Dans cet ouvrage, écrit intentionnellement dans un mauvais latin d'église, il tourne en dérision les Dominicains conservateurs de Cologne et l'attitude des scolastiques en général.

### Séjour en Italie
Le 7 mai 1515, Hans von Hutten, un fils de Ludwig von Hutten qui est aussi le parrain d'Ulrich von Hutten, est assassiné en forêt de Böblingen par son suzerain, le duc Ulrich de Wurtemberg. La rédaction par Ulrich von Hutten de cinq diatribes contre le duc, puis la publication de son dialogue Phalarismus le réconcilient enfin avec sa famille. Cette fois, grâce à la protection de ses proches et de l'archevêque de Mayence, il peut terminer ses études en Italie, et briguer un poste de conseiller princier dans les chancelleries du Saint Empire. En décembre 1515, il séjourne à Rome.
Après avoir défendu avec succès la cause de l'empereur en 1516 contre cinq émissaires français, il se retire pendant l'été à Bologne et y poursuit ses études de droit et de littérature grecque.

### La «Ligue de Souabe»
Il parachève ses études à l'université en 1517 mais refuse de passer les examens. De retour en Allemagne, il se voit décerner la couronne des poètes par l'empereur Maximilien Ier, manifestement charmé par ses libelles. En 1519, Ulrich rejoint la Ligue de Souabe qui s'est formée contre Ulrich de Wurtemberg.
Il compose son dialogue satirique Phalarismus au cours de l'hiver 1516-17 : ce dialogue des morts inspiré de Lucien met aux prises le despote Phalaris avec un tyran allemand qui n'est jamais nommé, mais sous les traits duquel il n'est guère difficile de reconnaître Ulrich de Wurtemberg. Le Phalarismus Dialogus Hutenius parut en 1517 en latin.
Ce pamphlet fit son œuvre : avec l'assentiment public, l'empereur frappa le duc Ulrich de mise au ban. À l'issue du procès dit « de la chambre bleue », Hutten obtint un dédommagement de 27 000 florins pour le meurtre de son parent. Il ne toucha une partie de cette somme qu'en 1520, avec laquelle il acquit le château de Frankenberg  à l'ouest de la forêt de Steigerwald. Ce château fut aménagé par le chevalier Ludwig von Hutten le jeune (1493-1548), fondateur de la lignée des Frankenberg.

### Ulrich von Hutten et la Réforme

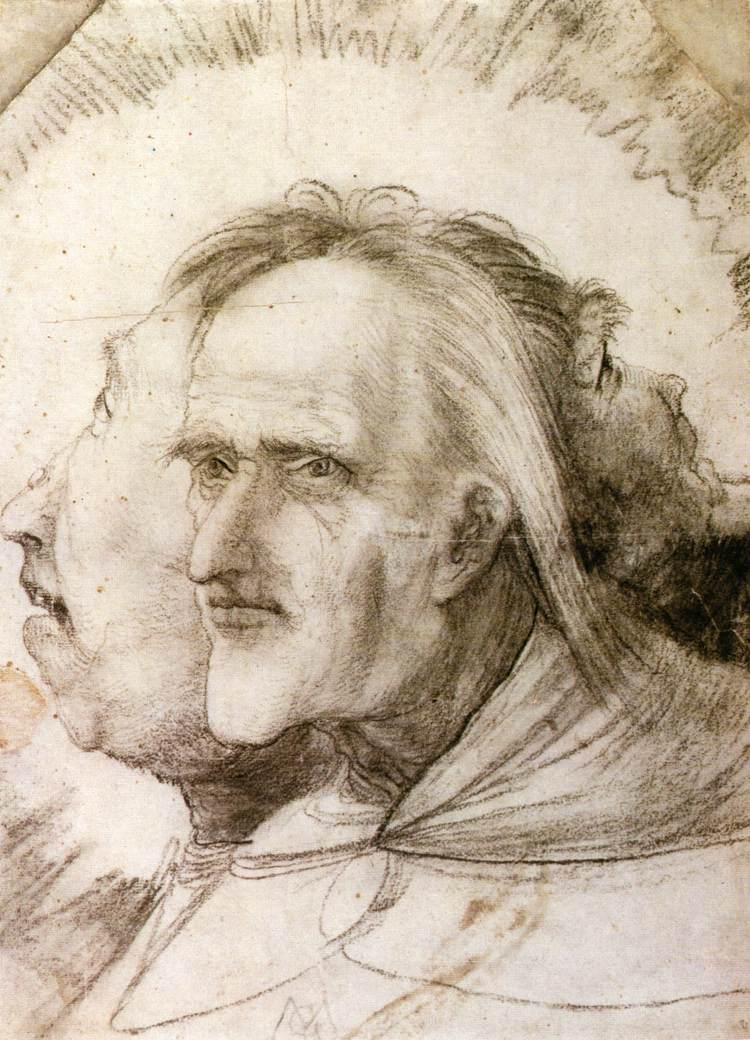
La luxure, l'avarice et l'ostentation que Hutten reprochait aux prêtres catholiques : les « Trias Romana », allégorie de Matthias Grünewald.

Ulrich von Hutten était un admirateur de Martin Luther, en qui il voyait un héros de l'Allemagne. Luther de son côté le considérait comme l'un des plus efficaces propagandistes de la Réforme, ce qui est d'ailleurs confirmé par la mention de von Hutten aux côtés de Luther dans la bulle d'excommunication du pape Léon X de janvier 1521. Von Hutten parvint notamment, par ses écrits virulents, à rallier l'influent chevalier Franz von Sickingen au parti de Luther. Il avait publié dès 1520 un écrit intitulé Vadiscus ou les trois visages de Rome. Ce Vadiscus en forme de dialogue est composé en triades, dans lesquelles il tourne la papauté en dérision. Cette œuvre inspira par la suite à Matthias Grünewald une planche gravée intitulée « Trias Romana », dans laquelle il représente allégoriquement les péchés capitaux de luxure, d'avarice et l'orgueil formant un pacte avec au-dessus la légende suivante :
Dry ding hand mich gefochten an,
das ich der wält gäb zu verstan,
Was jetz zu Rom wär die losantz
Sprich ich dry ding regierens gantz:
Hoffart, unküschheit vmder gydt

### Héraut de la petite noblesse
Ulrich Von Hutten appartient à une petite noblesse qui perd progressivement ses terres au profit de la grande noblesse. À cette injustice, il oppose les idées de Martin Luther dans lesquelles il voit un idéal égalitaire. Un groupe se constitue autour du chevalier, on y retrouve notamment Franz von Sickingen. Emportée par un élan nationaliste qui s'appuie sur la foi réformée, la Révolte des Chevaliers éclate en 1522. Mais Luther, homme d'ordre, ne soutient pas ce mouvement. La révolte est alors écrasée par le prince-électeur de Trêves. Sickingen est tué le 7 mai 1523 et Hutten se réfugie en Suisse où il entre au service d'Ulrich Zwingli. Il meurt de syphilis le 29 août 1523 dans l’île d’Ufenau sur le lac de Zurich.

## Anecdotes
La devise de l'université Stanford adoptée en 1891 : « Die Luft der Freiheit weht » (Faire souffler un vent de liberté) fait allusion à une expression de von Hutten.
Le dirigeant nazi Rudolf Hess fit graver sur sa tombe la devise "J'ai osé" (Ich hab's gewagt) d'Ulrich von Hutten. 

## Œuvres

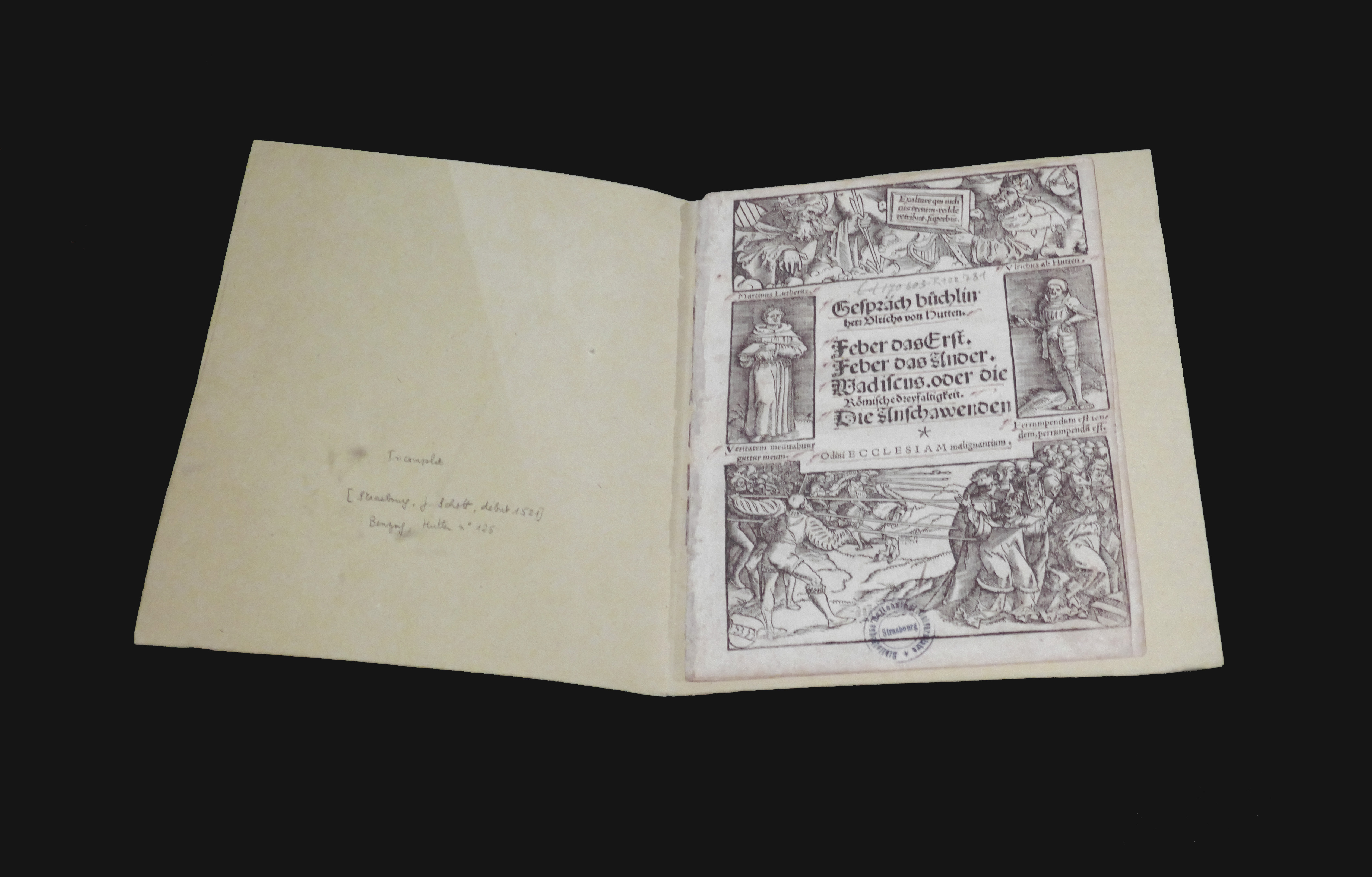
Gesprächsbüchlein (1521), illustré par Hans Baldung Grien (BNUS).

L'édition critique des œuvres complètes de Hutten (Ulrichi Hutteni equitis germani opera quæ reperiri potuerunt) a été publiée en 5 volumes et deux « suppléments » dans lesquels se trouvent les Lettres des hommes obscurs, par Eduard Böcking chez Teubner à Leipzig entre 1859 et 1870.
- (la) De guaiaci medicina et morbo gallico liber unus (1521), Bologne, impr. Hieronymus de Benedictis. Ce traité sur la syphilis (le « mal français ») et son traitement à l'aide du bois de gaïac faisait la fierté de son auteur[4], lequel mourut néanmoins de cette maladie ; trad. fr. & éd. bilingue par Brigitte Cauvin : La vérole et le remède du gaïac, Les Belles Lettres (Paris), coll. « Le miroir des humanistes », 324 p., 2015  (ISBN 978-2-251-34609-0)
- (la) Epistolæ obscurórum virórum (1515), Cologne. Publié sans nom d'auteur, ce recueil de 49 lettres parodiques fut suivi d'un second recueil de 70 lettres. Il connut rapidement plusieurs rééditions (par ex. à Londres en 1519) ; trad. fr. (Lettres des hommes obscurs) & éd. bilingue par Jean Christophe Saladin, Les Belles Lettres, coll. « Le miroir des humanistes », Paris, 768 p., 2004  (ISBN 978-2251344744)
- (la) Expostulatio (1523), Pamphlet virulent contre Érasme ; trad. fr. (Sommation) suivi de la Spongia d'Érasme (Éponge) & éd. bilingue par Danielle Sonnier, Les Belles Lettres, coll. « Le miroir des humanistes », Paris, 696 p., 2019  (ISBN 978-2251448770)
- (de) Gesprächsbüchlein (1521)
- (de) Beklagung der Freistädte deutscher Nation (Complainte des villes libres de la nation allemande), 1522
- (la) Poemata cum corollariis, ed. Eduardus Böcking, Leipzig, Teubner, 1862
- (de) Die Schule der Tyrannen, Wissenschaftliche Buchgesellschaft, Darmstadt, 1997 (ISBN 3-534-13315-3)

#### Essais
- J.-C. Saladin, La bataille du grec à la Renaissance, éd. Les Belles-Lettres, Paris, 2000 (ISBN 2-251-38047-7)
- Volker Preß, Ulrich von Hutten. Ein deutscher Held oder gescheiterter Außenseiter?, Hessischer Rundfunk, Frankfurt/M, 1988
- Günter Scholz (Hrsg.), Ulrich von Hutten (1448-1523). Glanzvoller Humanist, gescheiterter Reichsreformer, Stadtarchiv, Böblingen, 1989 (Ausstellungskatalog)

#### Belles-Lettres
- Kurt Eggers, Hutten. Roman eines Deutschen.Volkschaft-Verlag, Dortmund, 1943
- Kurt Eggers, Der junge Hutten. Weisse, Berlin, 1938
- Rudolf Gottschall, Ulrich von Hutten. Ein Drama, Theile Verlag, Königsberg, 1843
- Conrad Ferdinand Meyer, Huttens letzte Tage, Reclam, Stuttgart, 1988 (ISBN 3-15-006942-4)
- Gerd Salmen, Ulrich von Hutten. Ein dramatisches Gedicht, Thalia-Theater-Verlag, Brandenburg/Havel, 1997
- Franz Rueb  Der hinkende Schmiedgott Vilkan, Ulrich von Hutten 1488-1523, Ammann Verlag, 1988 (ISBN 3-250-10104-4)

#### Traductions en français
- Ulrich von Hutten, L'expostulation, ou plainte de Ulrich de Hutten contre Erasme de Rotterdam, prêtre et théologien, traduit pour la première fois en français par Alain van Dievoet à partir du numéro 99 de mars 2001 de la revue belge Anderlechtensia
- Ulrich von Hutten, Lettres des hommes obscurs (Epistolæ obscurorum virorum), édition bilingue (latin-français), par Jean-Christophe Saladin, Paris, Les Belles Lettres, 2004, avec une importante introduction expliquant le contexte historique de l'Affaire Reuchlin
- Julius: dialogue entre Saint Pierre et le pape Jules II à la porte du paradis (1513) Attribué à Érasme à Fausto Andrelini et plus communément à Ulrich de Hutten, Traduction nouvelles en regard du texte latin par Edmond Thion, Paris, Isidore Liseux, 5, Rue du Scribe, 1875.